# Gea (Kwajalein)
Gea (auch: Kiiyo-tō, Kio Island, CARTER WW2) ist eine unbewohnte Insel des Kwajalein-Atolls in der Ralik-Kette im ozeanischen Staat der Marshallinseln (RMI).

## Geographie
Das Motu liegt im Südsaum des Atolls, unmittelbar westlich von Ennylabegan und an der Öffnung des Gea Main Pass. Im Westen schließt sich Ninni an.

## Klima
Das Klima ist tropisch heiß, wird jedoch von ständig wehenden Winden gemäßigt. Ebenso wie die anderen Orte der Kwajalein-Gruppe wird Gea gelegentlich von Zyklonen heimgesucht.